# Lit à plateau mobile
Un lit à plateau mobile est un type de lit escamotable apparu sur le marché français dans les années 1950. Il s'agit d'une façade formant le sommier sur lequel est posé un matelas l'ensemble se rabat verticalement pour se ranger au mur.

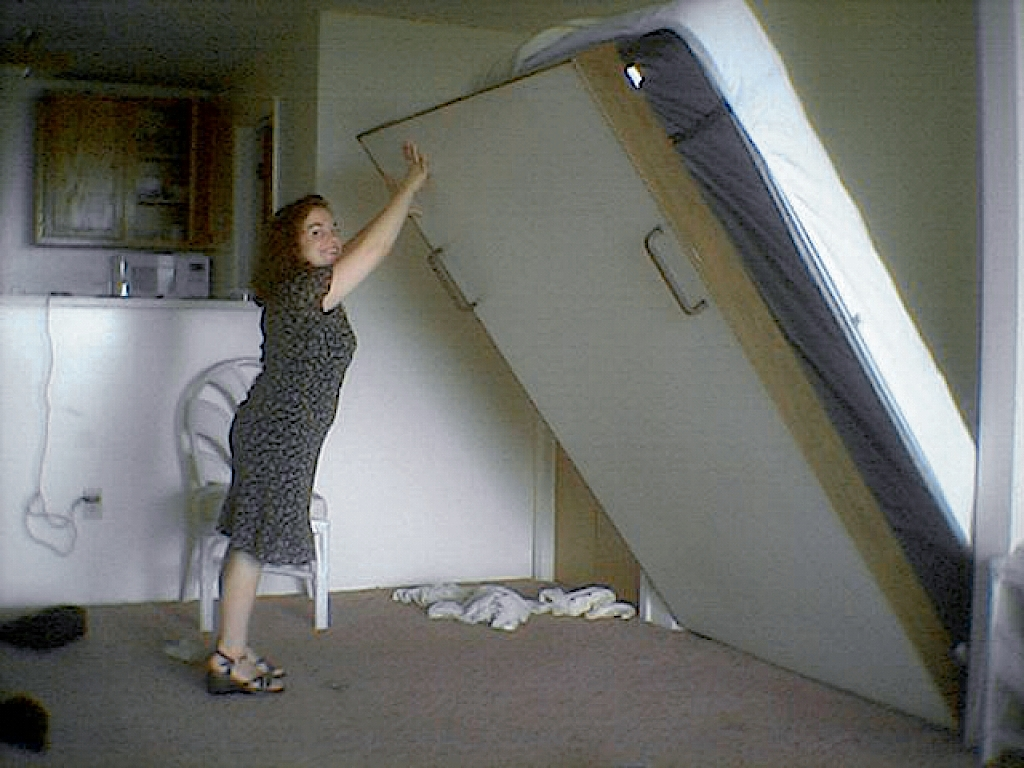
Femme repliant un « murphy bed » en Amérique du Nord

En Amérique du Nord anglophone, le terme « Murphy Bed » est utilisé pour un lit pouvant se ranger le long d'un mur par rotation d'un de ses bords.